# Рослин (Нью-Йорк)
Рослин (англ. Roslyn) ― деревня в округе Нассо, штат Нью-Йорк, на Северном берегу Лонг-Айленда. По данным переписи 2010 года, население деревни составляло 2770 человек.
Объединенная деревня Рослин расположена недалеко от восточной окраины города Норт-Хемпстед и находится на южной оконечности гавани Хемпстед.